# Citadelcross 2020
De twaalfde editie van de Citadelcross in Namen werd gehouden op 20 december 2020. De wedstrijd maakte deel uit van de wereldbeker veldrijden 2020-2021. De titelverdedigers, de Nederlanders Mathieu van der Poel en Lucinda Brand, prolongeerden beide hun titel; Van der Poel won voor de vijfde keer en Brand voor de derde keer. Vanwege de maatregelen tegen de Coronapandemie was er geen publiek toegestaan. Ook werden sommige wedstrijden geannuleerd, waardoor de Citadelcross pas de tweede wedstrijd in de wereldbeker was. De winnaars van de eerste wereldbekerveldrit in Tábor, Brand en Michael Vanthourenhout, bleven aan de leiding in het wereldbekerklassement.

## Mannen elite

### Uitslag[4]
| Plaats | Naam                   | Ploeg         | Tijd     |
| ------ | ---------------------- | ------------- | -------- |
| 1      | Mathieu van der Poel   | Alpecin-Fenix | 1u03'59" |
| 2      | Wout van Aert          | Jumbo-Visma   | + 3"     |
| 3      | Tom Pidcock            |               | + 11"    |
| 4      | Michael Vanthourenhout |               | + 1'07"  |
| 5      | Quinten Hermans        |               | + 2'09"  |
| 6      | Lars van der Haar      |               | + 2'17"  |
| 7      | Toon Aerts             |               | + 2'53"  |
| 8      | Daan Soete             |               | + 2'57"  |
| 9      | Corné van Kessel       |               | + 3'25"  |
| 10     | Ryan Kamp              |               | + 3'31"  |

## Vrouwen elite

### Uitslag[5]
| Plaats | Naam                       | Ploeg                   | Tijd    |
| ------ | -------------------------- | ----------------------- | ------- |
| 1      | Lucinda Brand              | Telenet-Baloise Lions   | 52'47"  |
| 2      | Clara Honsinger            | Cannondale              | + 29"   |
| 3      | Denise Betsema             | Pauwels Sauzen-Bingoal  | + 38"   |
| 4      | Ceylin del Carmen Alvarado | Alpecin-Fenix           | + 1'21" |
| 5      | Kata Blanka Vas            | Doltcini-Van Eyck Sport | + 1'38" |
| 6      | Evie Richards              | Trek Factory Racing     | + 1'45" |
| 7      | Anna Kay                   | Starcasino CX Team      | + 2'14" |
| 8      | Aniek van Alphen           | Credishop-Fristads      | + 2'26" |
| 9      | Perrine Clauzel            | AS Bike Cross Team      | + 2'33" |
| 10     | Eva Lechner                | Starcasino CX Team      | + 2'42" |

2009 · 2010 · 2011 · 2012 · 2013 · 2014 · 2015 · 2016 · 2017 · 2018 · 2019 · 2020 · 2021 · 2022 (EK) · 2023 · 2024
 Cyclocross Tábor · 
 Citadelcross · 
 Ambiancecross · 
 Vestingcross · 
 Druivencross